# Wacław Felczak

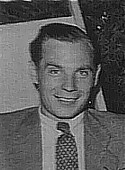
Wacław Felczak (1946)

Wacław Felczak, eigentlich Jan Felczak, (* 29. Mai 1916 in Golbice; † 23. Oktober 1993 in Warschau) war ein polnischer Historiker, der auf die Geschichte Ungarns spezialisiert war. Während des Zweiten Weltkriegs war er in der polnischen Untergrundbewegung aktiv. Nach dem Krieg wurde er vom kommunistischen Regime Polens inhaftiert, zu einer lebenslänglichen Freiheitsstrafe verurteilt und 1956 begnadigt. Anschließend begann er seine wissenschaftliche Laufbahn und engagierte sich für die polnisch-ungarischen Beziehungen.

## Biographie

### Jugend und Ausbildung

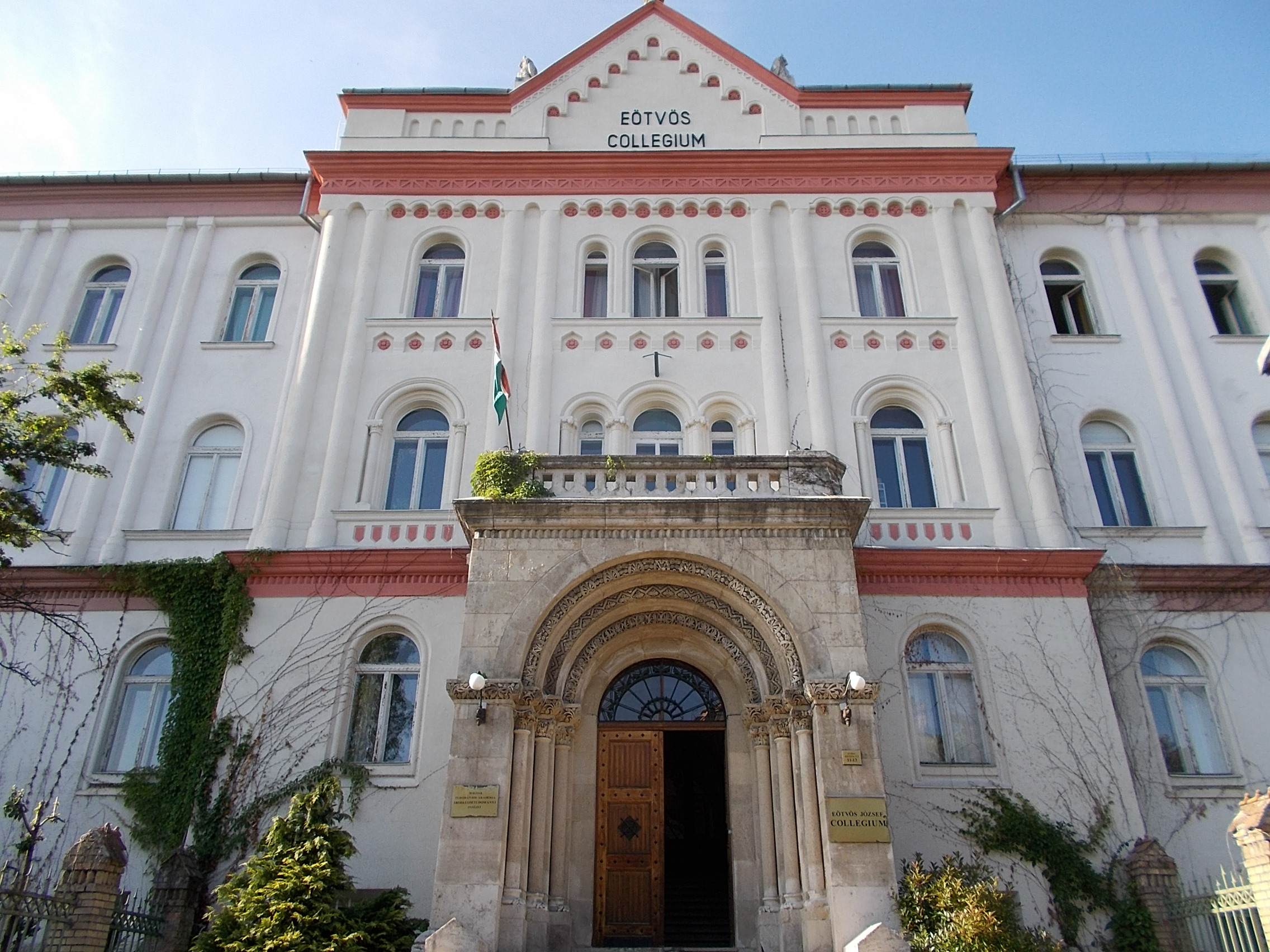
Das Eötvös-Collegium in Budapest

Felczak wurde als achtes und jüngstes Kind von Antoni und Michalina von Pałczyński, Besitzern eines großen Bauernhofes, geboren; ein kommunistischer Richter bezeichnete ihn später als „Sohn eines reichen Gutsherrn“. Sein eigentlicher Vorname war Jan, aber schon als Kind wurde er Wacław genannt. Sein Vater war ein bekannter lokaler Sozialaktivist, seine Mutter stammte aus einer Adelsfamilie, die infolge von Repressionen nach dem Polnisch-Russischen Krieg 1830/31 verarmt war. Familienmitglieder waren wegen ihrer Teilnahme an Aufständen gegen Russland nach Sibirien verbannt worden.
In der Zwischenkriegszeit nahm Wacław Felczak ein Studium der Geschichte an der Universität in Posen auf. Auf Anregung von Professor Kazimierz Chodynicki lernte er Ungarisch und spezialisierte sich auf die Geschichte Ungarns. Er organisierte einen akademischen Freundeskreis Ungarns und erhielt ein Stipendium über zwei Semester für ein Studium in Budapest, wo er im Eötvös-Collegium untergebracht war. Schon 1938 war sein Ungarisch so gut, dass er in Budapest eine Rede halten konnte. Als 1939 sein Stipendium verlängert wurde, befand er sich in Polen, und der Zweite Weltkrieg brach aus. Im Frühjahr 1940 wurde seine Familie von den Deutschen aus Golbice vertrieben.

### Kriegs- und Nachkriegszeit
Sein Bruder Zygmunt überzeugte Felczak, sich der Untergrundbewegung anzuschließen. Im April 1940 gründete er ein Büro in Budapest als Ausgangspunkt eines geheimen Kurierdienstes, um mit der in London befindlichen Sikorski-Exilregierung Kontakt zu halten. Dabei überbrachte er Geld, Informationen und Anweisungen an die im besetzten Polen tätige Widerstandsbewegung. Zwischen 1940 und 1948 überquerte er allein 75 Mal als Kurier illegal die Grenzen. Über die „Grüne Grenze“ nutzte er in der Regel die Strecke von Zakopane durch die Tatra nach Rožňava (Rosenau). Widerstandskämpfer wie er wurden Tatra-Kuriere genannt, Felczak erhielt den Beinamen gazda na Korpielówce (Bauer aus Korpielówce). Viele Kuriere wurden bei ihren Aktivitäten getötet, und Felczak entkam mehrfach knapp einer Verhaftung. Neben seiner Kuriertätigkeit versuchte er, in Ungarn Sympathien für Polen zu gewinnen. Als sich in Ungarn jedoch eine pro-deutsche Position verfestigte, wurde sein Status in Budapest stetig prekärer. Andererseits kam es zu internen Streitigkeiten in seinem Büro, da die Mitarbeiterinnen und Mitarbeiter verschiedene politische Ziele verfolgten. Nach der Invasion Ungarns durch die Wehrmacht musste er sich verstecken. Nach einer Inhaftierung gelang ihm die Flucht vor seiner Übergabe an die Gestapo, wobei er sich einen Knöchel brach. Ende August 1944 gelangte er zurück nach Polen. Eine seiner Schwestern und drei Brüder waren im Krieg ums Leben gekommen.
Auf das Kriegsende folgte eine Periode des „Wartens und der Unsicherheit“ in Polen. 1946 versuchte Wacław Felczak, Klarheit über das Schicksal von Józek Krzeptowski zu erlangen, der in die Sowjetunion verschleppt worden war. Anschließend reiste er nach Paris und schrieb sich an der Sorbonne ein, um bei Charles-Henri Pouthas seine Dissertation zu schreiben. Bald ging er jedoch nach Polen zurück, um wieder politischen Aktivitäten nachzugehen. So organisierte er 1948 im Auftrag des stellvertretenden Premierministers Stanisław Mikołajczyk die Ausreise von Mitgliedern der Polskie Stronnictwo Ludowe (Polnische Volkspartei) aus dem kommunistischen Polen. Dabei wurde er in Moravská Ostrava in der Tschechoslowakei verhaftet und nach Polen ausgeliefert. Zwei Jahre verbrachte er in Untersuchungshaft und wurde bei Verhören gefoltert. 1951 wurde er wegen Spionage und Hochverrats zu einer lebenslangen Freiheitsstrafe verurteilt; bis zum Prozess hatte seine Familie keine Informationen über seinen Verbleib. 1956 wurde Felczak im Rahmen einer Amnestie aus medizinischen Gründen entlassen.

### Akademische Aktivitäten
Im Jahr darauf wurde Felczak von Henryk Wereszycki an die Historische Fakultät der Jagiellonen-Universität in Krakau berufen, und er nahm seine Forschungen zur Geschichte Ungarns wieder auf. 1966 verfasste er das Buch Historia Węgier, das in Ungarn hochgelobt wurde. Von den polnischen Behörden wurde ihm allerdings nicht erlaubt, Ungarn zu besuchen; seine Forschungen konnte er nur aufgrund persönlicher Kontakte durchführen. Darunter befand sich der Direktor des Ungarischen Staatsarchivs, István Borsa, den er aus seiner Studienzeit vor dem Krieg kannte und der ihm die notwendigen Dokumente zukommen ließ.
1968 habilitierte sich Wacław Felczak zum Ungarisch-Kroatischen Ausgleich und durfte nun nach Ungarn reisen. Von dieser Reise zeigte er sich enttäuscht, da er seine dortigen Freunde, darunter ehemalige Kommilitonen aus dem Eötvös-Collegium, als unpolitisch empfand und sie Diskussionen über den Ungarischen Volksaufstand 1956 vermieden. Nach einem Besuch im Jahre 1965 beschloss er deshalb, nie mehr nach Ungarn zu reisen, hielt sich aber nicht an seinen Vorsatz. Ab den 1970er Jahren hielt er in Ungarn Vorträge; unter den Studenten befand sich der spätere ungarische Ministerpräsident Viktor Orbán.
Zu seinem 70. Geburtstag 1986 machten seine Studenten Felczak das gemeinsame Werk Hungaro-Polonica zum Geschenk. Zwei Mal wurde Wacław Felczak von der Universität Krakau vergeblich für eine Professur vorgeschlagen. Diese Professur erhielt er erst nach der Demokratisierung des Landes im Jahre 1993, einen Monat vor seinem Tod. Felczak wurde auf dem Alten Ehrenfriedhof in Zakopane bestattet, in einem Grab mit seiner vier Jahre zuvor verstorbenen Schwester Anna. In der Nähe verlief die Route der Tatra-Kuriere, von denen weitere auf diesem Friedhof begraben sind. Während der Beerdigung von Felczak erlitt sein ehemaliger Mitstreiter Stanisław Marusarz einen Herzinfarkt und starb.

## Ehrungen und Erinnerungen

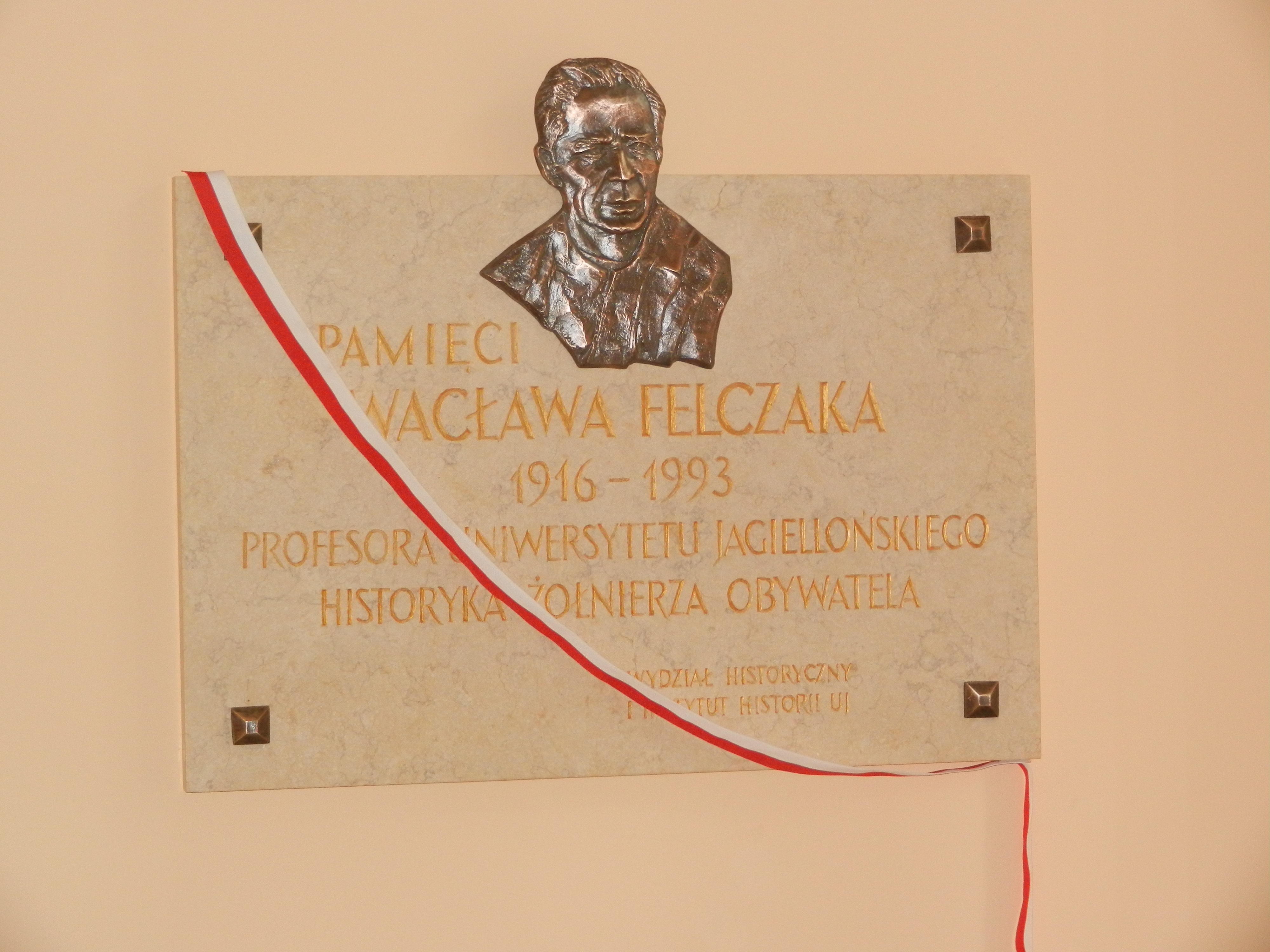
Gedenktafel für Wacław Felczak am Collegium Witkowski der Jagiellonen-Universität in Krakau

Wacław Felczak wurde als Ritter des Ordens Virtuti Militari und zwei Mal mit dem polnischen Tapferkeitskreuz ausgezeichnet. Posthum wurde er Kommandeur des Ordens Polonia Restituta.
2016 fand anlässlich des 100. Geburtstags von Felczak an der Universität in Krakau die Konferenz „Europa Centralis – history of the region throughout the ages“ statt. Festredner war Viktor Orbán, der auf die Verdienste Felczaks um die polnisch-ungarischen Beziehungen hinwies und dass Felczak die Gründung der demokratischen Fidesz-Partei durch ihn, László Kövér und János Áder angeregt habe. Felczak war Ehrenmitglied dieser Partei. 2018 wurde das Wacław Felczak Polish-Hungarian Cooperation Institute (Wacław Felczak Alapítvány) für die Pflege der Beziehungen zwischen Ungarn und Polen gegründet. Die Polnische Historische Gesellschaft in Krakau und die Geschichtsfakultät der Jagiellonen-Universität verleihen jährlich an Historiker den  Wacław Felczak–Henryk Wereszycki–Preis.
Das Straßenradrennen Carpathian Couriers Race erhielt im Jahre 2020 den Zusatz in memory of Wacław Felczak.

## Werke (Auswahl)
- Węgierska polityka narodowościowa przed wybuchem powstania 1848 roku (= Prace Komisji Nauk Historycznych. Nr. 9). Zakład Narodowy im. Ossolińskich, Wrocław 1964 (polnisch).
- Historia Węgier. Zakład Narodowy im. Ossolińskich, Wrocław 1966 (polnisch).
- Ugoda wegiersko-chorwacka 1868 roku. Zakład Narodowy im. Ossolińskich, Wrocław 1969 (polnisch).
- Polska--Węgry, tysiąc lat przyjaźni. Krajowa Agencja Wydawnicza, Warszawa 1979 (polnisch).
- Historia Jugosławii. Zakład Narodowy im. Ossolińskich, Wrocław 1985 (polnisch).
- Europa Centralis. Avalon, Kraków 2013 (polnisch). (posthum)